# 橋本創一
橋本 創一（はしもと そういち、1963年 - ）は、日本の教育学者。専門は、教育心理学・臨床心理学・教育臨床学・障害児心理学。東京学芸大学教授。

## 来歴
1987年、埼玉大学教育学部卒業。1989年、筑波大学大学院教育学研究科修士課程修了。東京学芸大学教育実践研究支援センター教授。2006年、博士（教育学）（東京学芸大学）。

## 著書

### 編著
- 『学校カウンセリング』、有斐閣、2008年）
- 『発達障害用語事典』、金子書房、2008年）
- 『学校カウンセリング』、有斐閣、2008年
- 『発達障害用語事典』、金子書房、2008年
- 『障害児者の理解と教育・支援』、金子書房、2008年
- 『ちゃんと人とつきあいたい』、エンパワメント研究所、2008年
- 『ＬＣスケール』、学苑社、2008年
- 『特別支援教育における教育実践の方法』、ナカニシヤ出版、2006年
- 『特別支援教育の基礎知識』、明治図書、2006年
- 『ダウン症ハンドブック』、日本文化科学社、2005年
- 『障害者の発達と教育・支援』、山海堂、2003年
- 『教育実践における指導技法の問題』、田研出版、2000年

### 共著
- 『スクールカウンセリング』、日本小児医事出版、2007年
- 『学校カウンセリング入門』、東洋館出版、2006年
- 「ダウン症児の発達と教育」、明治図書、1995年
- 「障害児の心理学」（『学校心理士と学校心理学』第10章、北大路書房、2004年）
- 「就学相談におけるアセスメント」（『学校心理士の実践 幼稚園・小学校編』第1章、北大路書房、2004年）
- 「認知障害」（『発達心理学』第9章、武蔵野大学通信教育部、2004年）

## 論文
- 「幼児期・児童期の定型発達児における視空間性ワーキングメモリの発達に関する基礎的研究」（共著）（『学校教育学研究論集』 30, 75-82, 2014年）
- 「生徒指導・教育相談・特別支援教育における実践研究の動向と課題」（共著）（『発達障害支援システム学研究』 13(1), 37-42, 2014年）
- 「小学校特別支援学級教師の指導を巡るニーズ」（共著）（『発達障害支援システム学研究』 13(1), 7-11, 2014年）
- 「知的障害特別支援学校の体育・スポーツ指導における体力・運動能力調査の実際と課題」（共著）（『発達障害研究』 日本発達障害学会機関誌 36(2), 196-208, 2014年）
- 「発達障害者の生涯発達とワーキングメモリ」（『老年精神医学雑誌』 25(5), 536-542, 2014年）
- 「発達障害のある児童生徒の学校適応を考える」（共著）（『教育と医学』 62(4), 304-312, 2014年）
- 「障害福祉サービスにおける成人期知的・発達障害者の支援ニーズに対する支援内容・方法に関する研究  TRUSTIAを用いた分析をもとに」（共著）（『発達障害研究』 日本発達障害学会機関誌 36(1), 65-76, 2014年）
- 「障害福祉サービスにおける成人期ダウン症者の退行による支援ニーズにあわせた支援内容・方法の検討  -アルツハイマー病による精神疾患退行の事例」（共著）（『発達障害支援システム学研究』 12(2), 65-73, 2013年）
- 「発達障害と展望記憶に関する研究動向」（共著）（『発達障害研究』 日本発達障害学会機関誌 35(4), 390-402, 2013年）
- 「発達支援の視点に立った学校適応スキルと特別な支援ニーズの検討  ASIST学校適応スキルプロフィールを用いた検討」（共著）（『発達障害研究』 日本発達障害学会機関誌 35(4), 372-380, 2013年）
- 「私立中高一貫校における生徒指導・教育相談の特徴と支援のあり方に関する検討」（共著）（『学校教育学研究論集』 28, 1-14, 2013年）
- 「特別支援教育におけるダウン症の子どもへのかかわりと学習活動」（『小児看護』 36(10), 1381-1387, 2013年）
- 「学童保育における特別な支援を要する児童に関する調査研究」（共著）（『発達障害支援システム学研究』 12(1), 45-51, 2013年）
- 「特別支援学校(病弱)における教育的支援の現状に関する調査」（共著）（『発達障害支援システム学研究』 12(1), 37-44, 2013年）
- 「知能検査」（『小児科診療』 76(905増刊), 363-368, 2013年）
- 「教育心理学研究に求められる質の高い研究論文とは ―実践研究・介入研究のあり方をめぐって」（共著）（『教育心理学年報』 52(0), 221-224, 2013年）
- 「学校適応に着目した特別な支援ニーズ尺度作成の試み  ASIST学校適応スキルプロフィールの開発に向けた基礎的研究」（共著）（『発達障害支援システム学研究』 11(2), 61-69, 2012年）
- 「学齢期知的障害児の視空間ワーキングメモリと記憶プロセスに関する研究」（共著）（『発達障害支援システム学研究』 11(2), 45-51, 2012年）
- 「発達障害幼児の視空間ワーキングメモリと短期記憶に関する研究」（共著）（『発達障害研究』 34(3), 296-301, 2012年）
- 「特別な支援を必要とする児童とその学級の変化  -インクルーシブ教育の実現に向けた個と学級集団の評価法の検討」（共著）（『発達障害支援システム学研究』 11(1), 35-41, 2012年）
- 「発達障害児における談話形態の特徴とその支援」（共著）（『発達障害支援システム学研究』 11(1), 19-25, 2012年）
- 「小1プロブレムと学校適応」（『教育と医学』 60(4), 296-302, 2012年）
- 「特別支援学校における体育指導に関する調査研究」（共著）（『発達障害支援システム学研究』 10(2), 97-108, 2011年）
- 「ダウン症の青年・成人期における不調や退行の実態」（共著）（『保健の科学』 53(7), 497-501, 2011年）
- 「大小に関する曖昧な概念と表象を用いた比較判断について」（共著）（『発達障害支援システム学研究』 10(1), 1-9, 2011年）
- 「Web サイトによる発達障害児者支援 : アクセス記録からのニーズ解析」（共著）（『発達障害研究』 33(1), 119-123, 2011年）
- 「発達障害研究における心理学分野の動向」（『発達障害研究』 33(1), 7-10, 2011年）
- 「日本教育心理学会公開シンポジウム 特別支援教育と教育心理学 -学校における心理教育的援助の実践」（共著）（『教育心理学年報』 50, 44-67, 2011年）
- 「ダウン症者の心理・行動特性と支援に関する研究動向2010」（『発達障害研究』 32(3), 315-327, 2010年）
- 「特別支援教育における学校フィールドと大学研究の協同・連携  -専門的な教育支援をめざした相談支援法、アセスメント法、支援プログラム・支援ツールの開発」（共著）（『特殊教育学研究』 47(5), 387-388, 2010年）
- 「知的・発達障害者の安全で豊かな就労自立生活に向けたリスク・アセスメントと支援プログラムの構築」（共著）（『特殊教育学研究』 47(5), 381-382, 2010年）
- 「話題提供 特別支援教育の最新課題 -相談支援・他機関との連携」（『教育心理学年報』 50, 44-47, 2010年）
- 「特別な教育的ニーズのある中学生の自己特性の気づきを支援する試み」（共著）（『発達障害支援システム学研究』 8(1・2), 45-52, 2009年）
- 「急激退行を呈したダウン症候群者の生活不適応について -インテークシート調査による症状別サブタイプの特性」（共著）（『発達障害支援システム学研究』 8(1・2), 29-34, 2009年）
- 「知的・発達障害児をもつ保護者の就学移行期における支援ニーズに関する調査報告」（共著）（『発達障害支援システム学研究』 8(1・2), 21-27, 2009年）
- 「知的障害児の投動作の発達過程とその援助に関する実践的研究」（共著）（『特殊教育学研究』 47(1), 61-68, 2009年）
- 「定型発達児と発達障害児の実行機能の特徴  Dimensional Change Card Sort課題を用いた検討」（共著）（『特殊教育学研究』 46(6), 447-455, 2009年）
- 「ルールの切り替えを含む課題の処理過程からみた幼児期の実行機能の発達特性」（共著）（『学校教育学研究論集』 18, 49-60, 2008年）
- 「日本語版BRIEF-Pの開発 -発達障害児支援への活用をめざして」（共著）（『発達障害支援システム学研究』 7(2), 59-64, 2008年）
- 「学習上の困難さを示す児童のためのクラスルームベースによる学習支援プログラム」（『教育心理学年報』 47, 44, 2008年）
- 「特別支援学校における効果的な教育実習への実践」（共著）（『発達障害支援システム学研究』 7(1), 19-29, 2008年）
- 「ダウン症者の基礎的運動能力に関する横断的研究」（共著）（『発達障害研究』 Japanese Journal on Developmental Disabilities 30(1), 39-51, 2008年）
- 「特別支援学校における余暇支援と社会参加に関する実態調査」（共著）（『発達障害支援システム学研究』 6(2), 59-64, 2007年）
- 「特別支援学校における体育の教育課程に関する調査研究」（共著）（『発達障害支援システム学研究』 6(2), 45-51, 2007年）
- 「育てづらさを感じている親支援のためのチェックリスト開発」（共著）（『発達障害支援システム学研究』 6(1), 9-13, 2007年）
- 「心理学に基づく学習援助の実際」（共著）（『教育心理学年報』 47, 43-46, 2007年）
- 「心理検査とアセスメント」（『特別支援教育研究』 (587), 10-13, 2006年）
- 「知的障害児の言語発達特性と教育支援フレームについて -知的障害児とダウン症児の言語発達に応じた支援プログラムの構築に向けて」（『発達障害支援システム学研究』 5(1), 57-66, 2006年）
- 「自閉症スペクトラムにおける行動障害とコミュニケーション支援を再考する」（日本発達障害支援システム学会、2005年）
- 「知的障害者の生涯発達支援  -成人期以降の発達と援助」（『特殊教育学研究』 40(5), 578-579, 2003年）
- 「クラスルームベースによる発達障害児の知覚-運動学習を促す教育支援プログラムに関する研究  -大小概念フォームボード課題を用いて」（共著）（『特殊教育学研究』 40(2), 261-270, 2002年）
- 「インターネットを利用した発達障害相談システムの開発と試験運用」（共著）（『発達障害支援システム学研究』 2(1), 17-23, 2002年）
- 「知的障害者の個別の教育支援と青年期教育システムの確立に関する基礎的研究 -養護学校高等部実態調査による検討」（共著）（『発達障害支援システム学研究』 1(2), 71-78, 2002年）
- 「知的障害者の生活適応能力のアセスメントに関する研究―『知的障害者の生活適応支援チェックリスト』の開発と適応」（『発達障害支援システム学研究』,1/1, 21-28, 2001年）
- 「養護学校保健室における教育支援とコンサルテーションに関する調査研究」（共著）（『保健の科学』 43(5), 409-414, 2001年）
- 「精神遅滞者の特性的自己効力感に関する研究」（共著）（『特殊教育学研究』 38(6), 117-128, 2001年）
- 「発達障害児の言語発達とアセスメント・教育支援  -認知発達の関与する側面について」（共著）（『特殊教育学研究』 38(5), 176-178, 2001年）
- 「知的障害児教育におけるコンピュータ利用をめぐって」（共著）（『発達障害研究』 22(3), 238-246, 2000年）
- 「"Dementia Scale for Down Syndrome" の日本への適用」（共著）（『発達障害研究』 22(1), 65-73, 2000年）
- 「居住型施設に暮らすダウン症者の健康・行動・退行の実態」（『発達障害学研究』, 21/,4, 2000年）
- 「成人期ダウン症者の豊かな生活  -ダウン症候群の特性と成人期の暮らし」（共著）（『特殊教育学研究』 37(5), 258-259, 2000年）
- 「知的障害養護学校幼稚部における早期教育相談に関する研究  -相談指導の形態と子どもの変容による検討」（共著）（『特殊教育学研究』 37(5), 99-110, 2000年）
- 「知的障害養護学校における個別の教育計画および体育の授業の実状に関する調査研究」（共著）（『発達障害研究』 21(3), 221-228, 1999年）
- 「ダウン症児の自己制御機能の発達に関する研究」（共著）（『心身障害学研究』 23, 27-36, 1999年）
- 「クラスルームベースによるダウン症児の運動機能を促すプログラム  -基礎的運動能力に直接アプローチした運動指導の検討」（共著）（『発達障害研究』 20(4), 71-83, 1999年）
- 「成人期ダウン症者の加齢に伴う能力と行動特性の変化  -生涯発達の視点からみた発達特性とタイプ」（共著）（『発達障害研究』 20(3), 61-71, 1998年）
- 「クラスルームベースによるダウン症児の言語コミュニケーション指導  -重度ダウン症児のシンボル化過程とサイン言語の獲得について」（共著）（『発達障害研究』 17(2), 60-69, 1995年）
- 「ダウン症児の運動能力の発達特性  -学齢期の基礎的運動能力の特徴と乳幼児期の運動発達と学齢期の運動能力の関連性について」（共著）（『心身障害学研究』 18, 87-97, 1994年）
- 「学齢期および青年期ダウン症児・者の適応行動の特徴」（共著）（『心身障害学研究』 16, 111-116, 1992年）
- 「ダウン症幼児のコミュニケーション行動の発達  -母子遊び場面における相互交渉の分析」（共著）（『心身障害学研究』 15(2), 53-62, 1991年）
- 「ダウン症幼児の仲間との相互交渉の発達  1卵性双生児事例の縦断的検討」（共著）（『心身障害学研究』 15(1), 47-52, 1990年）
- 「青年期ダウン症者の知的特性  -田中ビネー知能検査法による検討」（共著）（『心身障害学研究』 14(2), 1-10, 1990年）
- 「精神遅滞幼児の母子遊び場面における相互交渉の分析」（共著）（『心身障害学研究』 14(1), 53-60, 1989年）
- 「地域で生活するダウン症者の身体的・精神的問題と早期老化」（共著）（『心身障害学研究』 14(1), 37-43, 1989年）
- 「1卵生双生児ダウン症児の縦断的研究」（共著）（『心身障害学研究』 13(2), 115-122, 1989年）
- 「超早期教育を受けたダウン症児の知的特性  -田中ビネー知能検査法による検討」（共著）（『心身障害学研究』 13(1), 17-25, 1988年）
- 「超早期教育を受けたダウン症児の発達特性  -津守式乳幼児精神発達検査法による検討」（共著）（『心身障害学研究』 12(1), 35-44, 1987年）